# Szczebrzuch
Szczebrzuch (wyprawa) – w polskim małżeńskim majątkowym prawie zwyczajowym był to majątek osobisty żony, wnoszony przez nią do gospodarstwa małżonków, który składał się z ruchomości przeznaczonych do jej osobistego użytku (np. odzieży) oraz przedmiotów gospodarstwa domowego. W trakcie trwania małżeństwa szczebrzuch powiększał się.
Według Księgi elbląskiej jako szczebrzuch córki rycerzy otrzymywały niewolne służki czy bydło, chłopki – pościel.